# 三ノ沢駅
三ノ沢駅（さんのさわえき）は、樺太大泊郡千歳村に存在した鉄道省樺太東線の駅。現在はロシア鉄道極東鉄道支社サハリン地域部のトレーチヤ・パーチ駅（о.п. Третья Падь）である。「トレーチヤ・パーチ」とはロシア語で「第三の谷」を意味する。

## 歴史
- 1906年（明治39年）12月1日 - 軍需輸送を目的に600mm軌間の軍用軽便鉄道のコルサコフ駅（楠渓町駅） - ウラジミロフカ駅（豊原駅）間(43.3km)に開通により開業。当時の駅名はトレーチャ＝パーチ。
- 1907年（明治40年）
  - 3月15日 - 樺太庁発足。軍用鉄道を樺太庁鉄道に移管。
  - 8月1日 - 楠渓町駅 - 豊原駅間で一般運輸営業開始。
- 1910年（明治43年）11月3日 - 1067mm軌間に改軌。
- 1911年（明治44年）3月29日 - 三ノ沢駅に改称[1]。
- 1943年（昭和18年）4月1日 - 南樺太の内地化により、鉄道省（国有鉄道）に編入。
- 1945年（昭和20年）8月 - ソ連軍が南樺太へ侵攻、占領し、駅も含め全線がソ連軍に接収される。
- 1946年（昭和21年）
  - 2月1日 - 日本の国有鉄道の駅としては、書類上廃止。
  - 4月1日 - ソ連国鉄に編入。ロシア語駅名は「トレーチヤ・パーチ」（第三の谷）

## 現在の駅構造
単式ホーム1面1線を有する地上駅。駅員無配置駅で、駅舎は設けられておらず直接ホームに入る構造である。

## 運行状況

### 1944年当時[2]
- 下りは、落合駅と敷香駅行きが各2本、上敷香駅行き、白浦駅行きと豊原駅行きが各1本であった。上りは大泊駅行き6本と大泊港駅が1本であった。

### 現在
- ピャーチ・ウグロフ - ユジノサハリンスク間の近郊列車（Д2系気動車列車、コルサコフ方面1本・ユジノサハリンスク方面2本）が平日のみ停車する。

## 駅周辺
- 千歳村役場
- 三ノ沢国民学校

## 隣の駅

### 1945年当時
鉄道省樺太鉄道局
樺太東線
一ノ沢駅 - （二ノ沢駅） - 三ノ沢駅 - （南貝塚駅） - 貝塚駅

### 現在
ロシア鉄道極東鉄道支社サハリン地域部
コルサコフ-ノグリキ線
エレクトリーチカ（各駅停車）
エスエヌティー・ルィブニク停留所 - トゥレーチヤ・パーチ駅 - ソロヴィヨフカ停留所
※朝に運行される6017列車はエレクトリーチカであるが、当駅を通過する。